# 大誠村
大誠村（たいせいそん/ だいせいそん）は、鳥取県東伯郡にあった村。現在の東伯郡北栄町の一部にあたる。

## 地理
由良川と北条川の沿岸及び北条砂丘の丘陵地と、由良川と支流・円城寺川沿岸の沖積平野に位置していた。
- 海洋：日本海[3]

## 歴史
- 1889年（明治22年）10月1日、町村制の施行により、八橋郡常盤村、瑞穂村が発足[4]。
- 1896年（明治29年）4月1日、郡の統合により上記2村は東伯郡に所属[3]。
- 1917年（大正6年）11月1日、上記2村が合併し大誠村を新設[1][2]。合併旧村の大字を継承し、島・原・西穂波・穂波・瀬戸・六尾・東園・西園の8大字を編成[1]。
- 1947年（昭和22年）大字瀬戸に大誠郵便局開設[1]。
- 1948年（昭和23年）大誠村農業協同組合設立[1]
- 1955年（昭和30年）5月1日、東伯郡栄村と合併して町制施行し、大栄町が発足して廃止された[1][2]。合併後、大栄町大字島・原・西穂波・穂波・瀬戸・六尾・東園・西園となる[1]。

## 産業
- 農業[5]、漁業[6]

## 教育
- 1947年（昭和22年）大誠小学校開校[1]

## 名所・旧跡
- 六尾反射炉跡（幕末の反射炉、1871年廃止）[7]